# Deficyt sektora finansów publicznych
Deficyt sektora finansów publicznych – według polskiej ustawy o finansach publicznych to ujemna różnica między dochodami publicznymi powiększonymi o środki pochodzące ze źródeł zagranicznych, niepodlegające zwrotowi, a wydatkami publicznymi, ustalona dla okresu rozliczeniowego. Dodatnia różnica stanowi nadwyżkę sektora finansów publicznych. Dochody i wydatki oraz deficyt lub nadwyżkę sektora finansów publicznych ustala się po wyeliminowaniu przepływów finansowych pomiędzy podmiotami należącymi do tego sektora.
Ustawa o finansach publicznych zawiera katalog jednostek zaliczanych do sektora finansów publicznych, które należą do trzech podsektorów: rządowego, samorządowego i ubezpieczeń społecznych. To dla tych jednostek obliczany jest deficyt sektora finansów publicznych.
Deficyt i dług sektora finansów publicznych liczony jest zgodnie z ustawą o finansach publicznych, natomiast obliczenia dokonywane przez Unię Europejską dotyczą deficytu i długu sektora instytucji rządowych i samorządowych (gg, ang. general government).